# Tony Juniper

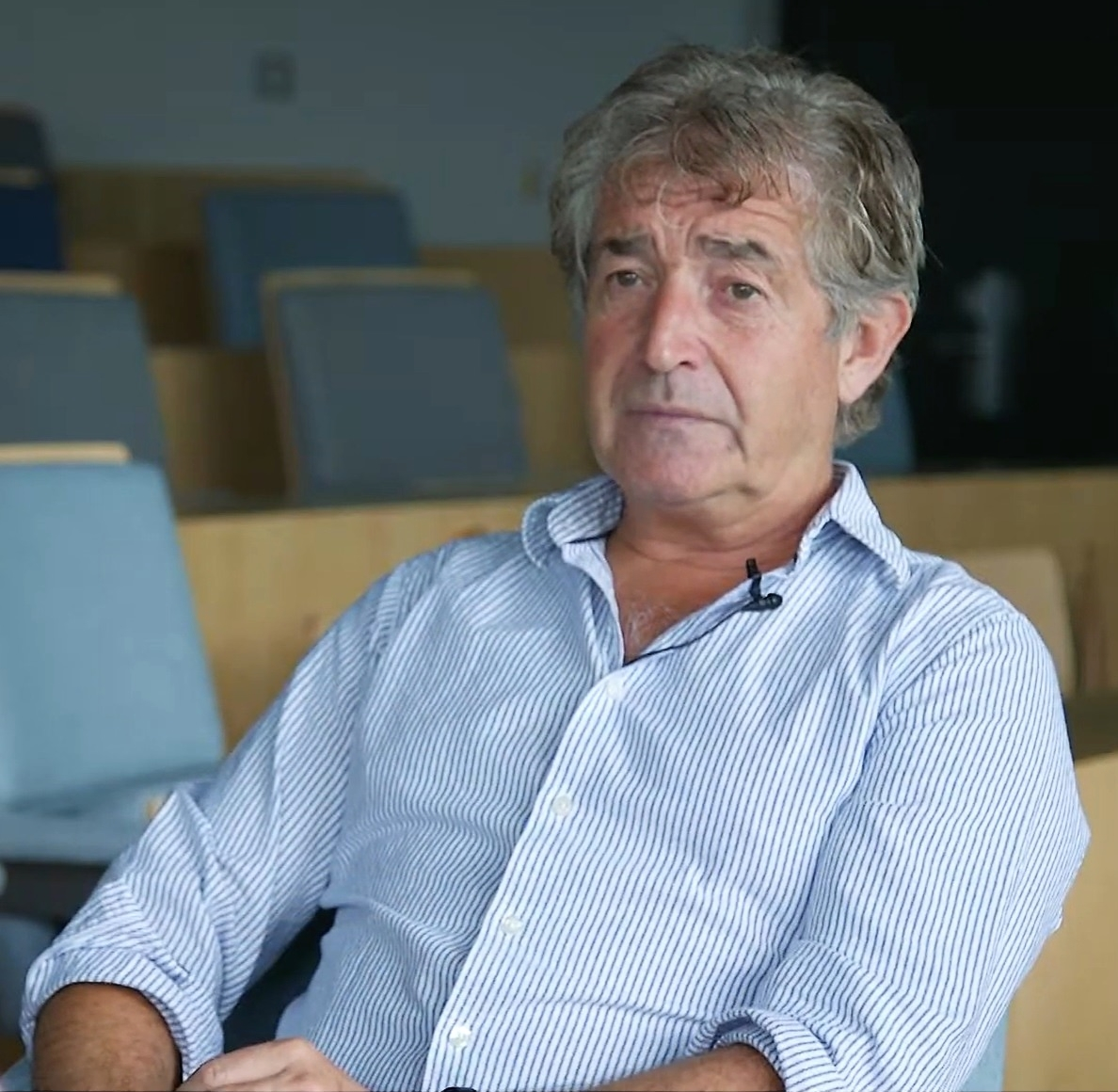
Tony Juniper, 2018

Anthony Thomas „Tony“ Juniper CBE (* 24. September 1960) ist ein britischer Aktivist, Sachbuchautor, Umweltberater und Umweltschützer, der als CEO von Friends of the Earth, England, Wales, and Northern Ireland tätig war. Von 2000 bis 2008 war er stellvertretender Vorsitzender von Friends of the Earth International.
2010 war er Parlamentskandidat der Green Party für den Wahlkreis Cambridge bei den Britischen Unterhauswahlen.
Im Jahr 2019 wurde er zum Vorsitzenden von Natural England ernannt.

## Akademischer Hintergrund
Juniper wuchs in Oxford auf und besuchte die University of Bristol, wo er 1983 einen Bachelor-Abschluss in Psychologie und Zoologie mit Auszeichnung erwarb, gefolgt von einem Master-Abschluss in Naturschutz am University College London im Jahr 1988. Er wurde leitender Angestellter und später Fellow am Cambridge Institute for Sustainability Leadership mit Sitz an der University of Cambridge. 2013 wurde ihm von der University of Bristol und der University of Plymouth die Ehrendoktorwürde der Wissenschaft verliehen. 2016 wurde Juniper zum Harmony Institute Professor of Practice an der University of Wales Trinity Saint David ernannt.

## Papageienschutz
Juniper gilt als Experte auf dem Gebiet des Papageienschutzes und arbeitete bei BirdLife International an der Erhaltung seltener Papageien. So war er beispielsweise an den Bemühungen zur Rettung des Spixaras beteiligt, einer der am stärksten gefährdeten Vogelarten der Welt, die nur noch in menschlicher Obhut überlebt. In seinem Buch Spix’s Macaw: The Race to Save the World’s Rarest Bird kritisierte er private Halter von Vögeln wie die Organisation Birds International von Antonio de Dios und vertrat die Ansicht, dass die Spixaras in ihr Heimatland Brasilien zurückgebracht werden sollten, um in Gefangenschaft gezüchtet und in ihrem natürlichen Lebensraum wieder angesiedelt zu werden, der immer noch rückläufig ist. Die Geschichte des Spixaras wurde als Grundlage für den Animationsfilm Rio adaptiert. Sein Buch Parrots of the World, das in Zusammenarbeit mit Mike Parr entstand, wurde 1999 von der UK Library Association als Referenzbuch des Jahres ausgezeichnet.

## Friends of the Earth
Juniper trat 1990 den Friends of the Earth bei, um die Kampagne der Organisation für den tropischen Regenwald zu leiten. Später leitete er die Arbeit von Friends of the Earth zum Thema Artenvielfalt und war Vorsitzender einer organisationsübergreifenden Kampagne, die im Jahr 2000 zum Countryside and Rights of Way Act führte. Später war er Kampagnendirektor und spielte eine herausragende Rolle bei Kampagnen zu gentechnisch veränderten Pflanzen, Welthandel, Verkehr und industrieller Umweltverschmutzung. Im Jahr 2003 wurde er Direktor von Friends of the Earth und leitete die Kampagne, die die Aufnahme eines Gesetzentwurfes zum Klimawandel im Vereinigten Königreich in die Thronrede vom 15. November 2006 sicherstellte. Unterstützt wurde dies durch seine Big Ask-Kampagne in den Jahren 2005 und 2006, bei der er mit Radiohead-Frontmann Thom Yorke zusammenarbeitete. Der Climate Change Act 2008, der aus dieser Kampagne hervorging, war der weltweit erste seiner Art. Thom Yorke arbeitete 2010 erneut mit Juniper für einen einmaligen Benefiz-Auftritt im Wahlkreis Cambridge zusammen, wo Juniper bei den Parlamentswahlen als Kandidat der Green Party antrat.

## Weitere Aktivitäten
Neben seinen 18 Jahren bei Friends of the Earth war Juniper in verschiedenen anderen Funktionen tätig, darunter als Sonderberater der Prince of Wales Charities’ International Sustainability Unit sowie von 2008 bis 2010 für das Prince’s Rainforests Project.
Juniper hat Unternehmen wie Danone, Interserve und Skanska beraten und sie bei ihren Nachhaltigkeitsstrategien unterstützt. Er war Mitbegründer der Robertsbridge Group, die Unternehmen in Sachen Nachhaltigkeit berät.
Er war Vorsitzender von 10:10, Mitglied des Beirats von Sandbag und Vorstandsmitglied von Climate for Ideas. Im Oktober 2009 wurde Tony Juniper zum Treuhänder des Bedfordshire, Cambridgeshire and Northamptonshire Wildlife Trust gewählt. Im Zeitraum 2009 bis 2010 war er Mitglied der Beratungsgruppe, die das Science Museum bei der Entwicklung der neuen klimawissenschaftlichen Ausstellung Atmosphere unterstützte. Er hatte den Vorsitz des Beirats der Industriekampagne Action for Renewables inne und er war Mitglied des Expertengremiums, das das Programm One Planet Communities von Bioregional berät.
Von 2015 bis 2019 war Juniper Präsident des Wildlife Trusts und von 2017 bis 2019 Executive Director for Advocacy and Campaigns beim WWF-UK.

## Politische Aktivitäten
Juniper hat mit allen großen politischen Parteien des Vereinigten Königreichs zusammengearbeitet und wurde im Januar 2009 als Parlamentskandidat der Green Party bei den Britischen Unterhauswahlen 2010 für den Wahlkreis Cambridge aufgestellt. Er erreichte mit 7,6 % der Stimmen den 4. Platz, was mehr als das Doppelte des Anteils der Green Party bedeutet.
Vor den Britischen Unterhauswahlen 2015 war er einer von mehreren Persönlichkeiten des öffentlichen Lebens, die die Parlamentskandidatur von Caroline Lucas der Green Party unterstützten.

## Natural England
Im März 2019 wurde Juniper vom britischen Umweltminister Michael Gove zum Vorsitzenden der Körperschaft Natural England ernannt. Dafür verpflichtete er sich, seine Mitgliedschaft in der Green Party aufzugeben und von seiner Führungsposition als Kampagnen-Direktor beim WWF sowie als Präsident der Royal Society for Wildlife Trusts zurückzutreten.

## Ehrungen und Auszeichnungen
Im Jahr 2008 wurde Juniper vom Institute of Environmental Sciences und 2013 von der Society for the Environment zum Ehrenmitglied ernannt. Im November 2009 war er der erste Empfänger der Rothschild-Medaille, die von den Wildlife Trusts zu Ehren von Charles Rothschild und seiner Tochter Miriam gestiftet wurde. Im Jahr 2011 wurde er zum Schirmherrn des Instituts für Ökologie und Umweltmanagement ernannt. 2013 wurde Juniper von den Universitäten Bristol und Plymouth die Ehrendoktorwürde verliehen. Er erhielt den Chromy Award des Conscience Institute, Monaco.
2017 wurde Juniper zum Commander of the Order of the British Empire (CBE) während der Birthday Honours für seine Verdienste um den Naturschutz ernannt.

## Schriften (Auswahl)
- (mit Mike Parr): Parrots: A guide to parrots of the world. Christopher Helm, London 2003, ISBN 0-7136-6933-0.
- Spix’s Macaw: The race to save the worlds rarest bird. Fourth Estate, London 2003, ISBN 1-84115-651-5.
- How many lightbulbs does it take to change a planet? : 95 ways to save planet earth. Quercus, London 2008, ISBN 978-1-84724-371-3.
- Saving planet Earth:  What is destroying the Earth and what you can do to help. Harper Collins, London 2007, ISBN 978-0-00-726183-3.
- (mit HRH The Prince of Wales und Ian Skelly): Harmony : a new way of looking at our world. 1. Auflage. Harper Collins, New York 2010, ISBN 978-0-06-173131-0.
- What has nature ever done for us? How money really does grow on trees. Profile Books, 2013, ISBN 978-1-84668-560-6.
- What nature does for Britain. Profile Books, London 2015, ISBN 978-1-78283-098-6.
- Unsere Erde unter Druck: Bevölkerungswachstum – Ressourcenknappheit – Klimawandel. Dorling Kindersley, London 2016, ISBN 978-0-241-24042-7 (britisches Englisch: What's really happening to our planet? Übersetzt von Gerd Hintermaier-Erhard).
- (mit HRH Prince of Wales und Emily Shuckburgh): Climate change. Ladybird Books, London 2017, ISBN 978-0-7181-8585-5.
- Rainforest : dispatches from the earth's most vital frontlines. Profile Books, London 2018, ISBN 978-1-78125-636-7.
- The science of our changing planet: From global warming to sustainable development. Dorling Kindersley, New York, NY 2021, ISBN 978-0-7440-4218-4.